# Des kleinen Hirten Glückstraum

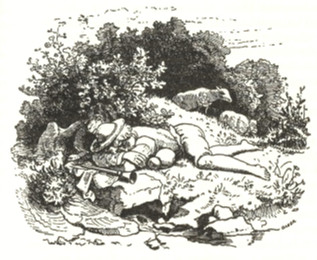
Holzschnitt, Ludwig Richter

Des kleinen Hirten Glückstraum ist ein Märchen (AaTh 725, 569). Es steht in Ludwig Bechsteins Deutsches Märchenbuch an Stelle 43 (1845 Nr. 45).

## Inhalt

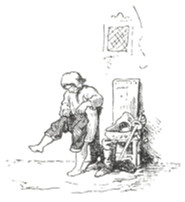
Holzschnitt, Ludwig Richter

Ein Bub hilft treu seinem Vater als Hirte. Dann träumt er dreimal, er sei König von Spanien. Seine Eltern spotten, doch er geht fort. Nachts im Wald laufen Männer zu einem Haus, er geht ihnen nach, um dort zu schlafen, und hört von ihren geraubten Wunderdingen: Eine Hose, aus der Dukaten fallen, ein Hut, der schießt, ein Schwert, das Soldaten erschafft, und Siebenmeilenstiefel. Damit geht er nach Spanien, schlägt des Königs Feinde und erhält seine Tochter und das Reich. Die Wunderdinge gibt er den Eigentümern, kauft aber die Siebenmeilenstiefel und holt seine Eltern.

## Herkunft
Bechstein notiert „Mündlich, in Franken“, die Quelle ist laut Hans-Jörg Uther nicht zu ermitteln. Dass der Bub gerade nach Spanien muss, klingt doch nach Musäus’ Märchen Rolands Knappen. Vgl. Bechsteins Die Wünschdinger, Wolfs Die Räuberhöhle im Walde (Deutsche Hausmärchen), Grimms Der Ranzen, das Hütlein und das Hörnlein. Walter Scherf meint, der Emporkömmling erzähle der Frau seine Herkunft nicht, weil er nämlich sonst in Schwierigkeiten gerät, vgl. Jahns Wie aus einem Schweinehirten ein König ward (Volksmärchen aus Pommern und Rügen, Nr. 33). Die Geldhose erinnert an Fortunatus’ Börse. Den schießenden Dreispitz gibt es in manchen Soldatenmärchen, etwa Jahns Nr. 54 Die Maränen. Auch Siebenmeilenstiefel sind ein bekanntes Motiv, so in Grimms Der König vom goldenen Berg, Der Okerlo, Hauffs Die Geschichte von dem kleinen Muck.